# Primera B 1950
Het seizoen 1950 van de Primera B was het negende seizoen van deze Uruguayaanse voetbalcompetitie op het tweede niveau.

## Teams
Er namen acht ploegen deel aan de Primera B in dit seizoen. CA Defensor was vorig seizoen vanuit de Primera División gedegradeerd, zes ploegen handhaafden zich op dit niveau en CA Fénix promoveerde vanuit de Divisional Intermedia.
Zij kwamen in plaats van het gepromoveerde CA Bella Vista. Bahía FC degradeerde vorig seizoen naar het derde niveau.
| Club                        | Stad       | Stadion                           | Vorig seizoen |
| --------------------------- | ---------- | --------------------------------- | ------------- |
| CA Artigas                  | Montevideo | Parque Sixto Causeglia            | 5e            |
| Club Canillitas del Uruguay | Montevideo | Onbekend                          | 7e            |
| CA Defensor                 | Montevideo | Parque Rodó                       | 10e (1ª)      |
| CA Fénix                    | Montevideo | Estadio Parque Capurro            | 1e (Int.)     |
| CS Miramar                  | Montevideo | Parque Campomar                   | 6e            |
| CA Progreso                 | Montevideo | Parque Miguel Campomar            | 4e            |
| Racing Club de Montevideo   | Montevideo | Estadio Parque Osvaldo Roberto    | 2e            |
| IA Sud América              | Montevideo | Estadio Parque Carlos Ángel Fossa | 3e            |

## Competitie-opzet
Alle ploegen speelden tweemaal tegen elkaar. De kampioen promoveerde naar de Primera División. De ploeg die over de laatste twee seizoenen de slechtste resultaten had behaald degradeerde naar de Divisional Intermedia. Het was voor het eerst dat dit promedio-systeem - waarbij de degradant werd bepaald op basis van meerdere seizoenen - in gebruik werd genomen in Uruguay.
Geen enkele ploeg wist de eerste twee wedstrijden te winnen. Enkel CS Miramar en Racing Club de Montevideo waren na twee duels nog ongeslagen, hoewel Miramar die status de daaropvolgende wedstrijd kwijt was. Racing behaalde in die speelronde een tweede gelijkspel en deelde de leiding met CA Defensor en IA Sud América, die allebei hun tweede zege hadden geboekt, maar ook al eens hadden verloren. De vierde speelronde namen Defensor en Sud América het tegen elkaar op; Defensor won die wedstrijd en behield de koppositie samen met Racing (dat ook won).
Defensor bleef na vijf wedstrijden alleen over aan kop nadat ze Miramar versloegen, terwijl Racing hun eerste nederlaag leed, tegen promovendus CA Fénix. La Viola behield de leiding door de daaropvolgende twee wedstrijden ook te winnen. Omdat achtervolgers Racing en Sud América tijdens de zevende speelronde gelijkspeelden tegen elkaar, had Defensor halverwege de competitie een voorsprong van drie punten. Fénix deed ook mee in de achtervolging en deelde de tweede plek met Racing en Sud América. CA Artigas had nog maar drie punten verzameld en stond onderaan in de stand.
De leiding bleef in de eerste wedstrijden van de terugronde in handen van Defensor, dat driemaal op rij met een klein verschil won (1–0 tegen CA Progreso, 2–1 tegen Racing en 4–3 tegen Fénix). De enige ploeg die in de voetsporen van de koploper bleef was Sud América, dat ook drie keer had gewonnen en daarmee op drie punten achterstand bleef. Tijdens de elfde speelronde stonden deze twee ploegen tegenover elkaar; Defensor won deze wedstrijd met wederom één goal verschil (4–3) en vergrootte zo hun voorsprong tot vijf punten, met nog drie duels te spelen.
Tijdens de twaalfde speelronde kon Defensor de titel grijpen bij een overwinning als ze die ronde net zo goed (of beter) zouden presteren dan Sud América. Een 3–0 overwinning op middenmoter Miramar volstond voor La Viola om zeker te zijn van de eerste plek en na één seizoen weer terug te keren naar het hoogste niveau. In de strijd tegen degradatie was er nog geen beslissing gevallen; Artigas stond weliswaar laatste, maar door het degradatiesysteem hadden ze dankzij hun resultaten uit 1949 niet de slechtste papieren - die waren in handen van Club Canillitas del Uruguay. Ook Miramar stond er in de degradatiestrijd slechter voor dan de Artiguenses.
In de een-na-laatste speelronde was ook de strijd tegen degradatie beslist: Artigas behaalde een gelijkspel en Miramar won van Sud América, terwijl Canillitas verloor van kampioen Defensor. Hierdoor konden ze de laatste plek in de degradatiestand niet meer ontlopen. De laatste plek in het klassement ontliep Canillitas wel; ze versloegen Fénix en daardoor was Artigas zeker van de rode lantaarn. Zij verloren ook van Defensor en hierdoor had de kampioen alle wedstrijden in de terugronde gewonnen. Ze eindigden met dertien zeges en één verliespartij (in de tweede week, tegen Racing) en waren de enige ploeg met een positief doelsaldo. Hun voorsprong op Sud América, de nummer twee, was tien punten; het grootste verschil tot dan toe in de geschiedenis van de Primera B. De Naranjitas mochten volgend seizoen wel meedoen aan het Torneo Competencia.

### Eindstand
|    | Club                        | Sp. | W  | G | V | Pnt. | DV | DT | DS  |
| -- | --------------------------- | --- | -- | - | - | ---- | -- | -- | --- |
| 1. | CA Defensor                 | 14  | 13 | 0 | 1 | 26   | 52 | 19 | +33 |
| 2. | IA Sud América              | 14  | 7  | 2 | 5 | 16   | 29 | 30 | –1  |
| 3. | Racing Club de Montevideo   | 14  | 5  | 4 | 5 | 14   | 28 | 28 | 0   |
| 4. | CA Fénix                    | 14  | 5  | 3 | 6 | 13   | 34 | 35 | –1  |
| 5. | CA Progreso                 | 14  | 4  | 4 | 6 | 12   | 23 | 24 | –1  |
| 6. | CS Miramar                  | 14  | 4  | 4 | 6 | 12   | 22 | 29 | –7  |
| 7. | Club Canillitas del Uruguay | 14  | 4  | 3 | 7 | 11   | 18 | 25 | –7  |
| 8. | CA Artigas                  | 14  | 2  | 4 | 8 | 8    | 17 | 33 | –16 |

### Legenda
| Kleur | Kwalificatie voor                                             |
| ----- | ------------------------------------------------------------- |
|       | Promotie naar Primera División 1951 + Torneo Competencia 1951 |
|       | Torneo Competencia 1951                                       |

| Winnaar Primera B 1950 |
| ---------------------- |
| CA Defensor 1e titel   |

### Degradatie
Een ploeg degradeerde naar de Divisional Intermedia; dit was de ploeg die over de laatste twee jaar het minste punten had verzameld in de competitie (28 wedstrijden). Aangezien CA Defensor (gedegradeerd uit het hoogste niveau) en CA Fénix (gepromoveerd vanuit het derde niveau) vorig seizoen nog niet in de Primera B speelden, telden hun behaalde punten in dit seizoen dubbel.
|    | Club                        | Sp. | 1949 | 1950 | Tot. |
| -- | --------------------------- | --- | ---- | ---- | ---- |
| 1. | CA Defensor                 | 14  | –    | 26   | 52   |
| 2. | Racing Club de Montevideo   | 28  | 21   | 14   | 35   |
| 3. | IA Sud América              | 28  | 16   | 16   | 32   |
| 4. | CA Progreso                 | 28  | 16   | 12   | 28   |
| 5. | CA Fénix                    | 14  | –    | 13   | 26   |
| 6. | CS Miramar                  | 28  | 9    | 12   | 21   |
| 7. | CA Artigas                  | 28  | 13   | 8    | 21   |
| 8. | Club Canillitas del Uruguay | 28  | 8    | 11   | 19   |

### Legenda
| Kleur | Degradatie naar            |
| ----- | -------------------------- |
|       | Divisional Intermedia 1951 |

## Topscorers
Guzmán González van kampioen CA Defensor werd met vijftien doelpunten topscorer van de competitie.
| №  | Speler          | Club        | Goals |
| -- | --------------- | ----------- | ----- |
| 1. | Guzmán González | CA Defensor | 15    |